# Gémil
Gémil är en kommun i departementet Haute-Garonne i regionen Occitanien i södra Frankrike. Kommunen ligger i kantonen Montastruc-la-Conseillère som tillhör arrondissementet Toulouse. År 2022 hade Gémil 415 invånare.

## Befolkningsutveckling
Antalet invånare i kommunen Gémil
Referens:INSEE